# Chasen Shreve
Chasen Dean Shreve (né le 12 juillet 1990 à Las Vegas, Nevada, États-Unis) est un lanceur de relève gaucher des Rangers du Texas de la Ligue majeure de baseball.

## Carrière
Chasen Shreve est repêché au 11e tour de sélection par les Braves d'Atlanta en 2010.
Il fait ses débuts dans le baseball majeur comme lanceur de relève des Braves le 19 juillet 2014 contre les Phillies de Philadelphie.
Il fait 15 présences en relève pour Atlanta en 2014, enregistre 15 retraits sur des prises et n'accorde qu'un point, pour une moyenne de points mérités de 0,73 en 12 manches et un tiers lancées.
Le 1er janvier 2015, Chasen Shreve et le releveur droitier David Carpenter sont transférés aux Yankees de New York en retour du lanceur gaucher Manny Banuelos.